# Каспар Корбо
Каспар Корбо (англ. Caspar Corbeau, 3 квітня 2001) — американський плавець. Учасник Чемпіонату Європи з водних видів спорту 2021.